# نزلة عامر معوض
نزلة عامر معوض قرية من قرى محافظة بدر في منطقة المدينة المنورة في السعودية، تقع غرب المدينة المنورة